# ロッテルダム条約

ロッテルダム条約（ロッテルダムじょうやく）は、有害な化学物質の国際貿易によって人や環境に悪影響が生じることを防ぐために締結された多国間条約である。

## 概要
ロッテルダム条約の正式な名称は、国際貿易の対象となる特定の有害な化学物質及び駆除剤についての事前のかつ情報に基づく同意の手続に関するロッテルダム条約（Rotterdam Convention on the Prior Informed Consent Procedure for Certain Hazardous Chemicals and Pesticides in International Trade）となる。また、Prior Informed Consent（事前通報承認）の頭文字を取ったPIC条約と呼ばれる場合もある。
1998年9月10日にロッテルダムで行われた外交会議によって採択され、2004年2月24日に発効した。
ロッテルダム条約は、化学物質の有害性に関する情報を入手し難い開発途上国への輸出を特に念頭に置いたものであり、条約に定められた有害な化学物質を輸出する国に対して、輸入国への輸出の通報や安全に関する資料の送付などを行うことを義務付けている。

## 内容
ロッテルダム条約は、先進国においては既に禁止もしくは厳しい規制が課されているような有害な化学物質や農薬が、化学物質の有害性に関する情報を入手し難い開発途上国などへと輸出されることで健康被害や環境汚染が発生することを防ぐ目的で策定された条約である。そのような問題の解決手段として、締結国間における有害な化学物質や農薬の危険性に関する情報の交換を促進することおよび、条約の対象物質が関わる国際貿易の際に輸出国が輸入国に対して事前に通告することが規定されている。また、これらの目的を達成するために、先進的な技術を有する締結国に対しては、開発途上国などへ必要な技術を提供することが推奨されている。
ロッテルダム条約の付属書IIIには条約の対象となる物質が列挙されており、輸入国はこれらの対象物質に関する輸入意思を事務局へと回答し、事務局はこの輸入国の回答を取りまとめて全締結国へと連絡する。対象物質を輸出しようとする国は輸入国が回答した意思に従った取引をしなければならず、自国の輸出業者に対して順守させるために法的もしくは行政的な処置を講じることが求められる。また、付属書IIIに挙げられた物質以外の対象物質（#対象物質参照）を輸出する際には、輸入国に対して事前通知を行わなければならない。また輸出者は、輸出する際にラベルによって危険性を表示することが義務付けられており、輸入者へ安全情報を提供しなければならない。
条約の運用事務局は、UNEP（国連環境計画）およびFAO（国際連合食糧農業機関）が務める。

## 経緯
有害な化学物質の国際貿易に関する取り決めとしては、1987年6月に国際連合環境計画 (UNEP)によって採択された「国際貿易における化学物質の情報交換に関するロンドンガイドライン」があった。これは、自国で規制されている有害な化学物質を輸出する際に、輸入する国に対して有害性の情報を提供する制度を定めたものであったが、あくまでも任意の取り決めに過ぎなかった。その後ロンドンガイドラインは1989年5月に改正され、国際取引の際に輸入国へ事前の通報・承認を行うことを求める制度 (PIC)が盛り込まれた。一方で農薬（駆除剤）においては国連食糧農業機関 (FAO)が1985年に「農薬の流通及び使用に関する国際行動基準」を採択し、1989年にはロンドンガイドラインと同様にPIC制度が盛り込まれたが、こちらも拘束力のない任意の取り決めであった。
1992年、持続可能な開発を実現するために環境と開発に関する国際連合会議（地球サミット）が開催され、行動原則である環境と開発に関するリオ宣言および行動要綱であるアジェンダ21が採択された。そのアジェンダ21の第19章には有害な化学物質を適正に管理することが謳われており、化学物質の国際的な情報交換の推進や、PIC制度に関して法的に拘束力を有する制度を構築することが求められた。1995年5月、UNEPはPIC制度を条約として法的拘束力を持たせるために政府間交渉を行うことを決定し、1996年3月に第1回目の交渉が行われたのを始めとして計5回の交渉が行われた。その結果、1998年9月10日にロッテルダムで行われた外交会議において、UNEPの改正ロンドンガイドラインおよびFAOの国際行動基準を発展させる形でロッテルダム条約が採択された。その後、2003年11月27日に50か国目がロッテルダム条約を締結し、その90日後の2004年2月24日に発効した。
条約発効後の2004年9月、ジュネーブにおいて第1回締結国会議が行われた。そこで「事前のかつ情報に基づく同意の手続の対象となる化学物質」として14の物質が新たに加えられ、対象物質を制定するための検討を行う化学物質審査委員会が設立された。その後、2008年10月の第5回締結国会議ではトリブチルスズ化合物が、2010年6月の第6回締結国会議ではアラクロールなどが追加され、2012年現在では43物質が規制の対象となっている。2012年7月末現在の締結国数は148か国である。
日本においては、1999年8月にロッテルダム条約に署名、2004年2月24日の条約発効に対し同年6月15日に受諾が閣議決定され、同年9月13日より効力が発生している。

## 対象物質
ロッテルダム条約の対象となる物質は化学物質および農薬（駆除剤）であるが、食品添加物や化学兵器、麻薬や医薬品などは対象外である。また、研究目的や個人輸入など人や環境に影響を及ぼさない程度の少量の輸出入も対象外とされる。対象物質は条約の付属書IIIに掲載されており、対象物質リストは条約の第7条および第9条に従って化学物質検討委員会の勧告により追加および削除される。また付属書IIIに掲載された物質以外に、輸出国が独自に禁止もしくは厳しい規制を課しているような化学物質や農薬に関しても適用され、例えば日本においては化学物質審査規制法の第1種特定化学物質や農薬取締法の販売禁止農薬などに指定された物質もまた対象に含まれる。

### 対象物質一覧
以下に付属書IIIに掲げられた物質を記す。
- 2,4,5-トリクロロフェノキシ酢酸およびその塩、エステル化合物
- アラクロール（英語版）
- アルジカルブ
- アルドリン
- 石綿 - アクチノライト、アンソフィライト、アモサイト、クロシドライトおよびトレモライトのみ
- ベノミル、カルボフラン、チウラムの全てを含む粉剤
- ビナパクリル
- カプタホール
- クロルデン
- クロロジメホルム（英語版）
- クロロベンジレート
- DDT
- ディルドリン
- ジニトロ-オルト-クレゾール（英語版）およびその塩
- ジノセブ（英語版）およびその塩、エステル化合物
- 1,2-ジブロモエタン
- エンドスルファン
- 1,2-ジクロロエタン
- エチレンオキシド
- モノフルオロ酢酸アミド
- ベンゼンヘキサクロリド 異性体混合物
- ヘプタクロル
- ヘキサクロロベンゼン
- リンデン（γ-ベンゼンヘキサクロリド）
- 水銀およびその化合物
- メタミドホス
- パラチオン
- メチルパラチオン
- モノクロトホス
- ペンタクロロフェノールおよびその塩、エステル化合物
- ホスファミドン
- ポリ臭化ビフェニル
- ポリ塩化ビフェニル
- ポリ塩化ターフェニル（英語版）
- テトラエチル鉛
- テトラメチル鉛
- トキサフェン（英語版）
- トリブチルスズ化合物
- トリス（2,3-ジブロモプロピル）ホスファート（英語版）

### アスベストを巡る議論
1998年にロッテルダムで行われた外交会議において、アスベストを対象物質に加えるかどうかが検討されたが、議論が紛糾した結果アスベストの内クロシドライト1種のみを対象物質とするに留まった。2004年9月に行われた第1回締結国会議においても引き続きアスベストに関する検討が行われ、アクチノライトなど4種類のアスベストは対象物質に加えられたものの、アスベスト製品の多くを占めるクリソタイルに関しては、健康や環境への影響に関する知見の不足や経済的な理由によって付属書IIIへの記載は見送られた。その後、第3回、第4回、第5回と締結国会議において引き続きクリソタイルの付属書IIIへの掲載の可否についての議論が行われたが、世界5位のクリソタイル産出国であるカナダなどの反対によって見送られている。